# Angyal Sándor
Angyal Sándor (Fehérgyarmat, 1925. január 8. – Budapest, 1968. november 16.) Jászai Mari-díjas magyar színész.

## Életpálya
Angyal Mihály és Bányay Margit fia. 1945-től amatőr színészként szerepelt. Pályáját a debreceni Csokonai Színházban kezdte 1948-ban. 1949-ben szerzett színész diplomát a Színház- és Filmművészeti Főiskolán. Főleg operett-, musical- és prózai szerepeket játszott, de a Csokonai Színházban operákban is énekelt. Karakteres színész volt, kiváló hangi adottságokkal. 1960-ban a Fővárosi Operettszínházhoz szerződött. 1963–1964-ben a Petőfi Színház tagja volt, mely színháznak - akkoriban újdonságként - musicalek is szerepeltek a repertoárján. Itt volt az ősbemutatója Hubay Miklós - Vas István - Ránki György: Egy szerelem három éjszakája című musicalnek is, melyben Angyal Sándor játszotta először Károlyt, a költőt. Szerepelt a Tűzijáték című darabban is Feleki Kamill, Sennyei Vera és Gyenes Magda partnereként. Viola bácsiként lépett színpadra a Muzsikus Péter kalandjai című darabban a Váci utcai Bartók Teremben. Haláláig ismét a Fővárosi Operettszínház tagja volt, utolsó szerepe Pickering ezredes volt, a My Fair Lady című musicalben. Alakításaiért 1959-ben Jászai Mari-díjat kapott.

## Fontosabb színházi szerepei
- Ádám (Madách Imre: Az ember tragédiája)
- Davis Graham (Howard Fast: Harminc ezüstpénz)
- Schwind Móric, festő; Schober, költő (Franz Schubert – Berté Henrik – Alfred Maria Willner – Heinz Reichert: Három a kislány)
- Vaszka Pepel (Makszim Gorkij: Éjjeli menedékhely)
- Kiss Gáspár, traktoros (Földes Mihály: Mélyszántás)
- Lizsikov (Lev Sejnyin: Végzetes örökség)
- Burun (Anton Szemjonovics Makarenko: Az új ember kovácsa)
- Chesterfield (Viktor Vlagyimirovics Vinyikov – Vlagyimír Kraht – Viktor Jakovlevics Tyipot – Iszaak Oszipovics Dunajevszkij: Szabad szél)
- Petyka, tüzér (Jurij Szergejevics Miljutyin – Viktor Jakovlevics Tyipot – Raszkov: Szibériai rapszódia /Nyugtalan boldogság/)
- Gál (Molnár Ferenc: Játék a kastélyban)
- Szegi Endre (Nyíri Tibor: Húsosfazék)
- van Trompe (Harriet Beecher Stowe: Tamás bátya kunyhója)
- Florindo (Carlo Goldoni: Két úr szolgája)
- Lysander (William Shakespeare: Szentivánéji álom)
- Don Pedro (William Shakespeare: Sok hűhó semmiért)
- Banquo, tábornok (William Shakespeare: Macbeth)
- II. Endre (Katona József: Bánk bán)
- Horace (Molière: Nők iskolája)
- Laskett (Aszlányi Károly – Karinthy Ferenc: A hét pofon)
- Leone (Benjamin Jonson: Volpone)
- Agárdi Péter (Heltai Jenő: A néma levente
- ifjú Nagy (Bródy Sándor: A tanítónő)
- Szakhmáry Zoltán (Móricz Zsigmond: Úri muri)
- Drághy Péter (Lehár Ferenc: Garabonciás)
- Pottenstein-Hatfaludy gróf (Lehár Ferenc: A mosoly országa)
- Konstantin nagyherceg (Jacobi Viktor: Sybill)
- Török Péter (Kálmán Imre: Marica grófnő)
- Belcore őrmester (Gaetano Donizetti: Szerelmi bájital)
- Sekrestyés (Giacomo Puccini: Tosca)
- Douphol báró (Giuseppe Verdi: Traviata)
- Balázs (Móricz Zsigmond: Nem élhetek muzsikaszó nélkül)
- dr. András György (Fehér Klára: Nem vagyunk angyalok)
- Paul (Fred Saidy – Yip Harburg: Szivárványvölgy)
- Obolski (Emil Sautter – Erik Charell – Jürg Amstein – Robert Gilbert: Tűzijáték)
- Károly, a szigorú költő (Hubay Miklós – Vas István – Ránki György: Egy szerelem három éjszakája)
- Laskett (Aszlányi Károly – Karinthy Ferenc – Romhányi József: A hét pofon)
- Boross, Debrecen bírája (Hegedüs Géza: Mátyás király Debrecenben)
- Kapitány (Molnár Ferenc: Liliom)
- Viola bácsi (Chitz Klára – Romhányi József – Ránki György: Muzsikus Péter kalandjai)
- Gordon Stone, szenátor (Josef Pavek – Ivo Havlu – Miloš Vacek: Jó éjt Bessy!)
- Bagó (Kacsóh Pongrác: János vitéz)
- Bata (Alexander Breffort – Margauerite Monnot: Irma , te édes)
- Durand (Kálmán Imre: A montmartre-i ibolya)
- Zéta Mirkó, nagykövet (Lehár Ferenc: A víg özvegy)
- Pickering ezredes (George Bernard Shaw – Alan Jay Lerner – Frederick Loewe: My Fair Lady)

## Filmek, tv
- Kodály Zoltán: Háry János (1962)
- Rendszáma ismeretlen (1963)
- Vízivárosi nyár (1964)

## Lemezek
Színészként az alábbi lemezeken szerepel
- Frederick Loewe: My fair Lady (LP, Album – nagylemez)	Qualiton LPX 6556
- Ránki György – Hubay Miklós – Vas István: Egy szerelem három éjszakája  (LP, Album – nagylemez) Hungaroton SHLX 90047

## Díjai, elismerései
- Jászai Mari-díj (1959)